# Coleção entomológica

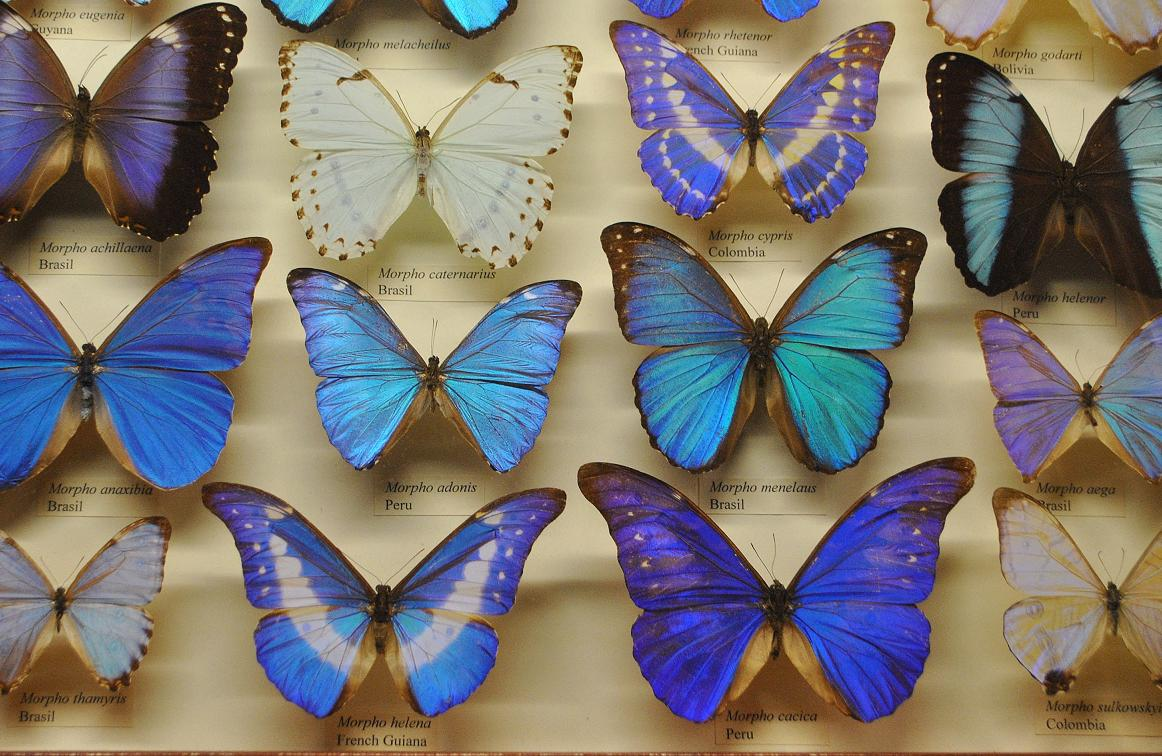
Uma coleção entomológica com diversas espécies de borboletas do gênero Morpho.

Uma coleção entomológica consiste do meio pela qual são preservados diferentes espécies de insetos, seja por finalidade ornamental ou por finalidade científica. Tendo como objetivo a preservação de insetos sem vida, uma coleção entomológica convencional pode ser encarada como um aparato taxidermista.
Coleções entomológicas têm sido feitas por pesquisadores há séculos e são consideradas importantíssimas para o conhecimento, estudo e controle dos insetos que compõem a fauna de uma determinada região.